# .mg
.mg는 마다가스카르의 인터넷 국가 코드 최상위 도메인이다. Network Information Center Madagascar에서 관리한다. 1995년에 개설되었다.

## 2차 도메인
- .org.mg: 조직
- .nom.mg: 개인
- .gov.mg: 정부
- .prd.mg: 연구 프로젝트
- .tm.mg: 등록된 상표
- .edu.mg: 교육
- .mil.mg: 군사
- .com.mg: 상업